# Ле Фосе (Л'Аквила)
Ле Фосе (итал. Le Fosse) је насеље у Италији у округу Л'Аквила, региону Абруцо.
Према процени из 2011. у насељу је живело 34 становника. Насеље се налази на надморској висини од 464 м.